# دايبريك غيم
دايبريك غيم أو كما عُرفت سابقًا سوني أونلاين إنترتينمنت (بالإنجليزية: Sony Online Entertainment)‏ هي أحد فروع شركة سوني، تقوم بتطوير ألعاب الفيديو ونشرها تأسست في عام 1995. قامت بتطوير عدة ألعاب كثيفة اللاعبين على الإنترنت مثل ذا ماتريكس أونلاين وبلانت سايد وستار وورز جالكسيز.

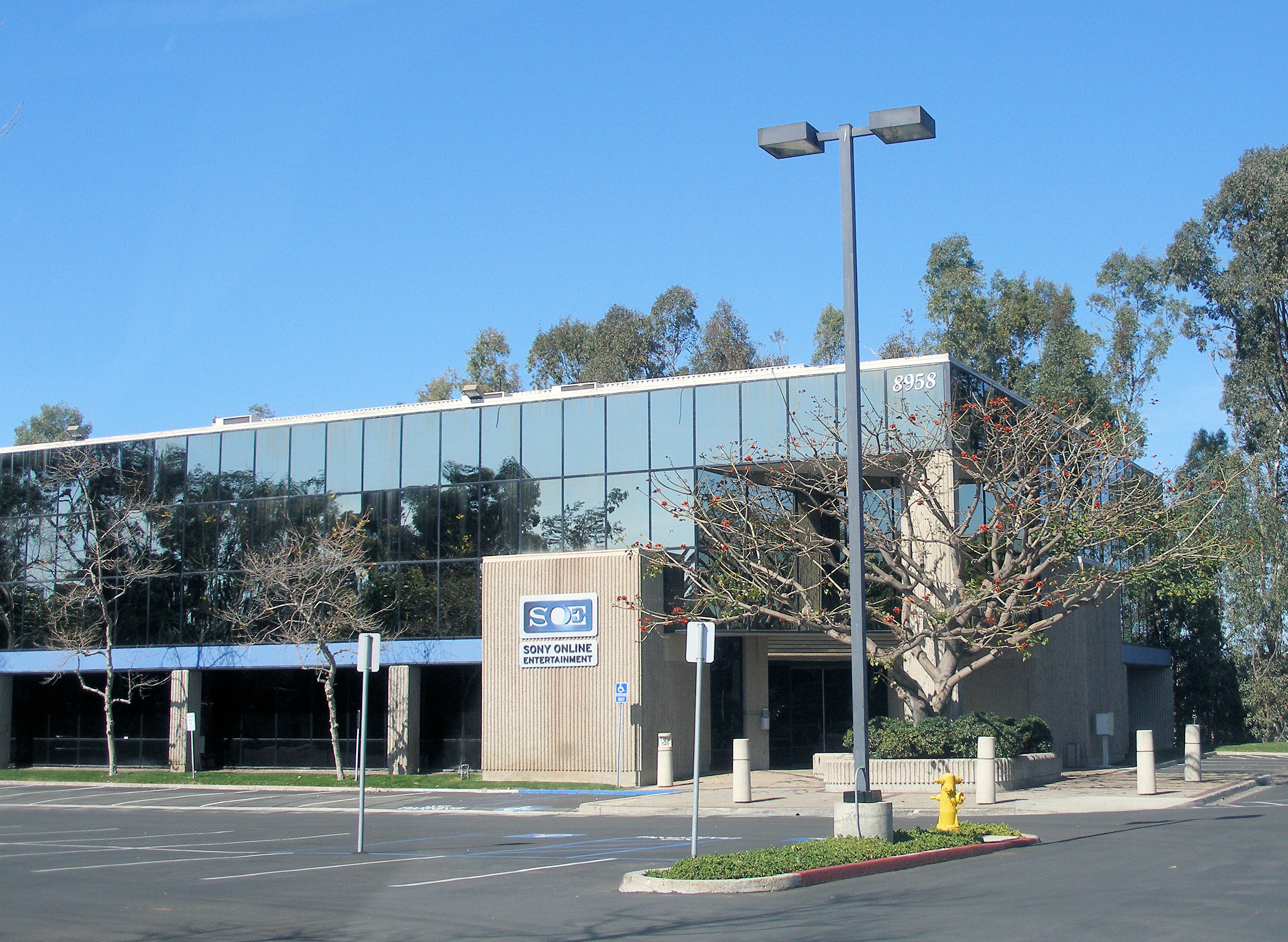
مقر سوني أونلاين إنترتينمنت في سان دييغو، كاليفورنيا